# Artem Soroko
Artem Soroko, né le 1er avril 1992 à Minsk, est un footballeur biélorusse évoluant actuellement au poste de gardien de but au FK Arsenal Dziarjynsk.

## Biographie
Il fait ses débuts en Ligue des champions le 10 décembre 2014 face au club espagnol de l'Athletic Bilbao.

## Palmarès
Avec le BATE Borisov :
- Champion de Biélorussie en 2014, 2015 et 2016 ;
- Vainqueur de la Coupe de Biélorussie en 2014-2015 ;
- Vainqueur de la Supercoupe de Biélorussie en 2013, 2014, 2015 et 2016.

Avec l'Arsenal Dziarjynsk :
- Champion de Biélorussie de deuxième division en 2023.